# Catedral de la Nativitat de Súzdal
La Catedral de la Nativitat (en rus Рождественский собор, Rojdèstvenski sobor) és una Església Ortodoxa situada a Súzdal (Rússia). Forma part del conjunt Patrimoni de la Humanitat de la UNESCO denominat els Monuments Blancs de Vladímir i Súzdal, amb el codi d'identificació 633-006. Va ser construïda per ordre de Vladimir II Monòmac entre finals del segle xi i principis del xii.